# Barry Simon

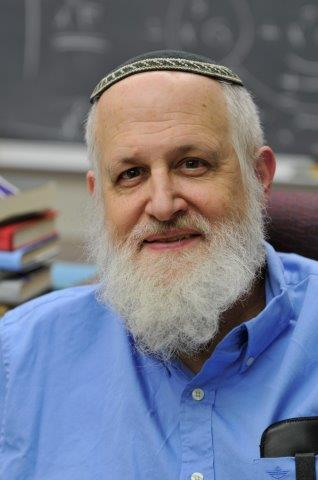
Barry Simon (2015)

Barry Martin Simon (* 16. April 1946 in New York City) ist  ein führender US-amerikanischer mathematischer Physiker und Analytiker.

## Leben und Werk
Simons Vater war Buchprüfer und seine Mutter Lehrerin. 1962 gewann er als High-School-Schüler in Brooklyn einen landesweiten Mathematiktest der MAA (Mathematical Association of America) und besuchte schon als Schüler Kurse für Hochbegabte an der Columbia University. 1962 begann er, in Harvard mit einem Stipendium zu studieren. 1965 war er mit 19 Jahren Putnam Fellow (nachdem er den gleichnamigen Wettbewerb gewonnen hatte) und machte seinen Abschluss (A.B.) an der Harvard University 1966. Er wurde 1970 an der Princeton University bei Arthur Strong Wightman über Quantum mechanics for Hamiltonians defined as quadratic forms promoviert, das kurz darauf auch als Buch erschien.
Simon war dann lange Zeit Professor in Princeton (wo auch Wightman, Valentine Bargmann, Freeman Dyson und Elliott Lieb seinerzeit waren, die mit Simon Princeton weltweit zu einem der Zentren der mathematischen Physik machten), bevor er 1980 als Simon Fairchild Distinguished Scholar an das Caltech ging, wo er 1981 Professor wurde und seit 1984 „IBM Professor of Mathematics and Theoretical Physics“ ist. Seit 2016 ist er Professor Emeritus.
Simon ist der Autor von über 300 Veröffentlichungen über ein weites Spektrum der mathematischen Physik und Analysis, insbesondere die Theorie des Spektrums von Schrödinger-Operatoren mit Anwendungen auf Atome und Moleküle, Atome in elektrischen und magnetischen Feldern, Konvergenz von Störungsreihen und semiklassischer Grenzübergang, stochastische Systeme (z. B. Schrödingergleichung mit quasiperiodischen oder zufälligen Potentialen, Zufallsmatrizen), Thomas-Fermi- und Hartree-Fock-Theorie der Atome (teilweise in Zusammenarbeit mit Elliott Lieb, seinem Kollegen in Princeton in den 1970er Jahren) und Vielteilchensysteme in der nichtrelativistischen Quantenmechanik, mathematische statistische Mechanik (Theorie der Phasenübergänge u. a.), orthogonale Polynome sowie mathematische („konstruktive“) Quantenfeldtheorie. Sein vierbändiges Lehrbuch der mathematischen Physik mit Michael Reed ist ein Standardwerk.
1984 stellte er eine Liste von 15 Problemen der mathematischen Physik auf (Simon-Probleme), die er 2000 aktualisierte (zwei kamen hinzu, zwischenzeitlich waren rund fünf gelöst).

## Ehrungen und Mitgliedschaften
1974 war er Invited Speaker auf dem Internationalen Mathematikerkongress in Vancouver (Approximation of Feynman Integrals and Markov fields by spin systems). 2012 erhielt er den Henri-Poincaré-Preis und 2015 den Bolyai-Preis. Außerdem erhielt er 1982 den Stampacchia Preis und 1981 die Medaille der International Academy of Atomic and Molecular Science. Er ist seit 2013 Fellow der American Mathematical Society und seit 1981 der American Physical Society. 2016 erhielt er den Leroy P. Steele Prize for Lifetime Achievement der AMS, für 2018 wurde ihm der Dannie-Heineman-Preis für mathematische Physik der APS zugesprochen. Er ist mehrfacher Ehrendoktor (Technion in Haifa, University of Wales Swansea, Ludwig-Maximilians-Universität München).
1972 bis 1976 war er Sloan Research Fellow, 1988/89 Guggenheim Fellow und 2013 Simons Foundation Fellow. 1990 wurde er korrespondierendes Mitglied der Österreichischen Akademie der Wissenschaften. Er ist Fellow der American Academy of Arts and Sciences (2005) und Mitglied der National Academy of Sciences (2019).

## Sonstiges
Zu seinen Doktoranden zählen Percy Deift, Alexander Kiselev und Robert B. Israel.
Er ist seit 1971 mit einer Mathematiklehrerin, Martha Katzin, verheiratet, die in Princeton promovierte, und hat fünf Kinder. Als orthodoxer Jude ist er auch für sein Engagement in der Widerlegung sogenannter „Torah Codes“ bekannt. Mit Woody Leonhard schrieb er auch einige Computerbücher für Jugendliche („Mother of All“-Serie) und schrieb in den 1990er Jahren für PC Magazine.

## Werke

### Einzelwerke (Monografien)
- Barry Simon: {\displaystyle P(\Phi )_{2}} Euclidean (Quantum) Field Theory. Princeton University Press, Princeton 2016, ISBN 978-1-4008-6875-9 (englisch).
- Barry Simon: The Statistical Mechanics of Lattice Gases, Volume I. Princeton University Press California Princeton Fulfillment Services [Distributor], Princeton, Ewing 2016, ISBN 978-0-691-63643-6 (englisch).
- Barry Simon: Quantum mechanics for Hamiltonians defined as quadratic forms. Princeton University Press, Princeton 2015, ISBN 978-0-691-62032-9 (englisch).
- Barry Simon: Quantum Dynamics: From Automorphism to Hamiltonian. In: Elliott H. Lieb (Hrsg.): Studies in Mathematical Physics: Essays in Honor of Valentine Bargmann. Princeton University Press, 2015, ISBN 978-1-4008-6894-0, S. 327–350, doi:10.1515/9781400868940-016 (englisch, caltech.edu [PDF]).
- Barry Simon: On the Number of Bound States of Two Body Schrodinger Operators — A Review. In: Elliott H. Lieb (Hrsg.): Studies in Mathematical Physics: Essays in Honor of Valentine Bargmann. Princeton University Press, 2015, ISBN 978-1-4008-6894-0, S. 305–326, doi:10.1515/9781400868940-015 (englisch, caltech.edu [PDF]).
- Barry Simon: Trace ideals and their applications (= Mathematical surveys and monographs. Band 120). 2. Auflage. American Mathematical Society, Providence, RI 2005, ISBN 978-0-8218-4988-0 (englisch).
- Barry Simon: Orthogonal Polynomials on the Unit Circle: Part 1: Classical Theory; Part 2: Spectral Theory. Amer Mathematical Society, 2004, ISBN 978-0-8218-4867-8 (englisch). (2 Bände zusammen)
- Barry Simon: Convexity: An Analytic Viewpoint. 1. Auflage. Cambridge University Press, 2011, ISBN 978-1-107-00731-4, doi:10.1017/CBO9780511910135 (englisch).
- Barry Simon: Functional Integration and Quantum Physics. 2. Auflage. American Mathematical Society, Providence, Rhode Island 2004, ISBN 978-0-8218-3582-1, doi:10.1090/chel/351 (englisch).
- Barry Simon: Szegő´s theorem and its descendants: spectral theory for {\displaystyle L^{2}} perturbations of orthogonal polynomials. Princeton University Press, Princeton ; Oxford 2011, ISBN 978-0-691-14704-8.
- Hans L. Cycon, Richard G. Froese, Werner Kirsch, Barry Simon, Hans L. Cycon: Schrödinger Operators: With Applications to Quantum Mechanics and Global Geometry (= Theoretical,Mathematical Physics). Springer Berlin Heidelberg, Berlin, Heidelberg 1987, ISBN 978-3-540-16758-7, doi:10.1007/978-3-540-77522-5 (englisch).

### Buchreihen
- Die Lehrbuchreihe A comprehensive course in analysis, 4 (in 5) Bände:
  1. Barry Simon: Real analysis (= A comprehensive course in analysis. part 1). American Mathematical Society, Providence, Rhode Island 2015, ISBN 978-1-4704-1099-5 (englisch).
  2. Barry Simon: Basic complex analysis (= A comprehensive course in analysis. part 2A). American Mathematical Society, Providence, Rhode Island 2015, ISBN 978-1-4704-1100-8 (englisch).
  3. Barry Simon: Advanced complex analysis (= A comprehensive course in analysis. part 2B). American Mathematical Society, Providence, Rhode Island 2015, ISBN 978-1-4704-1101-5 (englisch).
  4. Barry Simon: Harmonic analysis (= A comprehensive course in analysis. part 3). American Mathematical Society, Providence, Rhode Island 2015, ISBN 978-1-4704-1102-2 (englisch).
  5. Barry Simon: Operator theory (= A comprehensive course in analysis. part 4). American Mathematical Society, Providence, Rhode Island 2015, ISBN 978-1-4704-1103-9 (englisch).
- Die Lehrbuchreihe Methods of modern mathematical physics von Reed und Barry Simon:
  - Michael Reed, Barry Simon: Methods of modern mathematical physics 1: Functional analysis. Rev. and enl. ed Auflage. Academic Press, New York 1980, ISBN 0-12-585050-6 (englisch).
  - Michael Reed, Barry Simon: Methods of modern mathematical physics 2: Fourier analysis. Academic press, San Diego New York Berkeley [etc.] 1975, ISBN 0-12-585002-6 (englisch, archive.org).
  - Michael Reed, Barry Simon: Methods of modern mathematical physics 3: Scattering theory. Nachdr. Auflage. Acad. Pr, New York 2003, ISBN 0-12-585003-4 (englisch).
  - Michael Reed, Barry Simon: Methods of modern mathematical physics 4: Analysis of operators. Academic press, San Diego / New York / Berkeley [etc.] 1978, ISBN 0-12-585004-2 (englisch, archive.org).

### Fachartikel (Auswahl)
- Resonances in n-body quantum systems with dilatation analytic potentials and the foundations of time-dependent perturbation theory. In: Annals of Mathematics. Bd. 97, Nr. 2, 1973, S. 247–274, doi:10.2307/1970847.
- mit Francesco Guerra, Lon Rosen: The {\displaystyle P(\phi )_{2}} Euclidean quantum field theory as classical statistical mechanics. In: Annals of Mathematics. Bd. 101, Nr. 1, 1975, S. 111–259, doi:10.2307/1970988.
- mit Jürg Fröhlich, Thomas C. Spencer: Infrared bounds, phase transitions and continuous symmetry breaking. In: Communications in Mathematical Physics. Bd. 50, Nr. 1, 1976, S. 79–85, doi:10.1007/BF01608557.
- mit Elliott H. Lieb: The Thomas-Fermi theory of atoms, molecules and solids. In: Advances in Mathematics. Bd. 23, Nr. 1, 1977, S. 22–116, doi:10.1016/0001-8708(77)90108-6.
- mit Peter Perry, Israel M. Sigal: Spectral Analysis of N-Body Schrödinger Operators. In: Annals of Mathematics. Bd. 114, Nr. 3, 1981, S. 519–567, doi:10.2307/1971301.
- mit Michael Aizenman: Brownian motion and Harnack inequality for Schrödinger operators. In: Communications on Pure and Applied Mathematics. Bd. 35, Nr. 2, 1982, S. 209–273, doi:10.1002/cpa.3160350206.
- Holonomy, the quantum adiabatic theorem and Berry’s Phase. In: Physical Review Letters. Bd. 51, Nr. 24, 1983, S. 2167–2170, doi:10.1103/PhysRevLett.51.2167.
- Semiclassical analysis of low lying eigenvalues, II. Tunneling. In: Annals of Mathematics. Bd. 120, Nr. 1, 1984, S. 89–118, doi:10.2307/2007072.
- mit Tom Wolff: Singular continuous spectrum under rank one perturbations and localization for random Hamiltonians. In: Communications on Pure and Applied Mathematics. Bd. 39, Nr. 1, 1986, S. 75–90, doi:10.1002/cpa.3160390105.
- Operators with singular continuous spectrum: I. General operators. In: Annals of Mathematics. Bd. 141, Nr. 1, 1995, S. 131–145, doi:10.2307/2118629.
- The classical moment problem as a self-adjoint finite difference operator. In: Advances in Mathematics. Bd. 137, Nr. 1, 1998, S. 82–203, doi:10.1006/aima.1998.1728.
- mit Yoram Last: Eigenfunctions, transfer matrices, and absolutely continuous spectrum of one-dimensional Schrödinger Operators. In: Inventiones Mathematicae. Bd. 135, Nr. 2, 1999, S. 329–367, doi:10.1007/s002220050288.
- A new approach to inverse spectral theory, I. Fundamental formalism. In: Annals of Mathematics. Bd. 150, Nr. 3, 1999, S. 1029–1057, doi:10.2307/121061.
- mit Fritz Gesztesy: A new approach to inverse spectral theory, II. General real potentials and the connection to the spectral measure. In: Annals of Mathematics. Bd. 152, Nr. 2, 2000, S. 593–643, doi:10.2307/2661393.
- mit  Rowan Killip: Sum rules for Jacobi matrices and their applications to spectral theory. In: Annals of Mathematics. Bd. 158, Nr. 1, 2003, S. 253–321, JSTOR:3597158.
- mit David Damanik: Jost functions and Jost solutions for Jacobi matrices, I. A necessary and sufficient condition for Szegő asymptotics. In: Inventiones Mathematicae. Bd. 165, Nr. 1, 2006, S. 1–50, doi:10.1007/s00222-005-0485-5.